# Крос-кабель Ethernet
Перехресний кабель, також  крос-кабель (англ. crossover cable) — тип кабелю Ethernet, необхідний безпосередньо для підключення комп'ютерів. Найчастіше він використовується для з'єднання однотипних пристроїв один з одним, наприклад, двох комп'ютерів або двох мережевих комутаторів, в той час як прямий кабель призначений для з'єднання  різних  за типом пристроїв, таких як комп'ютер з мережевим комутатором або  мережевим концентратором.
Безліч пристроїв на сьогоднішній день підтримують Auto-MDI(X) сумісність, при якій комутаційний кабель може бути використаний замість перехресного кабелю або навпаки, а прийом і передача сигналів буде налаштована автоматично, щоб отримати бажаний результат.

## Огляд

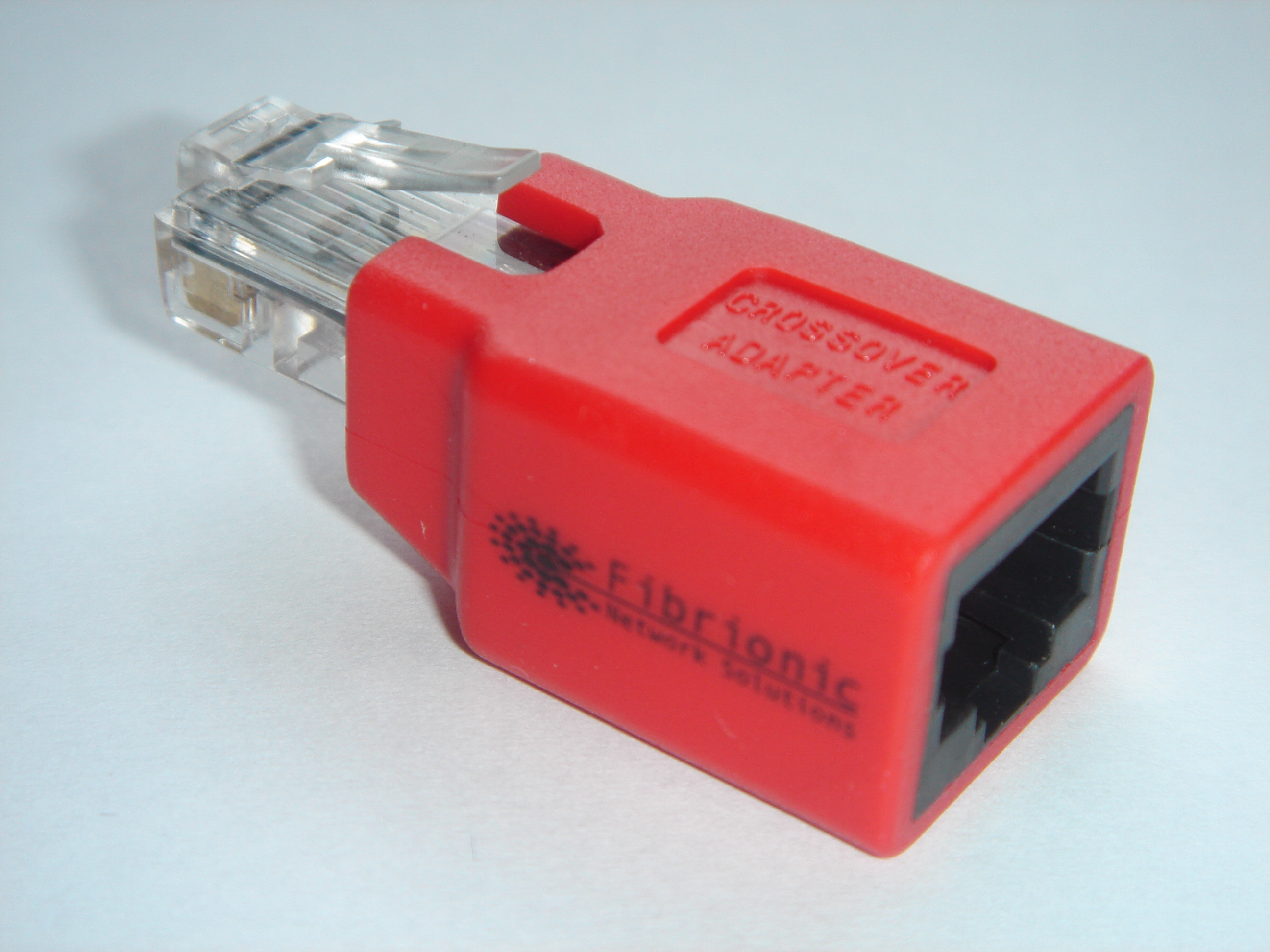
8P8C модульний перехресний адаптер

### 10BASE-T і 100BASE-TX
Стандарти Ethernet 10BASE-T і 100BASE-TX використовують одну провідну пару для передачі в обидві сторони. Для цього необхідно передавальну пару кожного пристрою з'єднати з приймаючою парою на іншому кінці. Стандарт 10BASE-T задуманий використовуватися з уже встановленим прямим з'єднанням за допомогою  витої пари, таким чином підключення пристроїв один з одним відбувається простіше.
Коли термінальний пристрій сполучено з комутатором або концентратором, перехрещення відбувається всередині комутатора або концентратора. Для цього використовується звичайний  прямий  кабель, в якому кожен контакт роз'єму з одного боку з'єднаний з відповідним контактом на протилежному роз'ємі.
Один термінальний пристрій може бути пов'язаний з іншим без будь-яких комутаторів або концентраторів, але в цьому випадку перехрещення контактів повинно відбуватися на етапі прокладки кабелю. 2 і 3 пари повинні бути перехрещені в кабелі, оскільки вони використовуються в 10BASE-T і 100BASE-TX. Такий кабель називається  перехресним . Перехресний кабель також може бути використаний щоб з'єднати два концентратора або два комутатора за допомогою їх висхідних портів.  
Так як єдина відмінність в розташуванні пар контактів між T568A і T568B лише в тому, що 2 і 3 контакти поміняні місцями, то перехресний кабель можна уявити як кабель з одним  модульним роз'ємом T568A і другим T568B. Такий кабель повинен працювати з стандартами 10BASE-T або 100BASE-TX.
Полярність кожної з пар не змінена, але пари перехрещені як єдине ціле: два дроти між кожною парою  не "'перехрещені.

### 1000BASE-T і швидше
На відміну від 10BASE-T і 100BASE-TX, 1000BASE-T і швидше використовують усі чотири пари для підтримки передачі в обидві сторони за рахунок використання методів адаптивного зрівнювання і п’ятирівневої імпульсної амплітудної модуляції (PAM-5). Тому для передачі і прийому немає необхідності використовувати розділені пари, і отже немає сенсу використовувати перехресні кабелі для 1000BASE-T, 2.5GBASE-T, 5GBASE-T, 10GBASE-T, і 40GBASE-T з'єднань. Починаючи з 1000BASE-T і далі прошарок  фізичного підключення до середовища  забезпечує ідентифікацію типу кожної пари і зазвичай продовжує роботу навіть якщо пари в кабелі поміняні місцями або перехрещені.
Так чи інакше, в рідкісних випадках, перехресний кабель все-таки може бути необхідний при з'єднанні пристрою з 100BASE-TX або 10BASE-T до швидшому порту. Оскільки передавачі  і  приймачі використовують порт 1000BASE-T + на  всіх  парах,  функції Auto MDI-X потрібна неймовірно проста логіка і тому вона найчастіше включена.

## Розведення виводів перехресного кабелю

### Вита пара

Перехресний кабель з'єднує два MDI порти

На практиці не має значення яким стандартом, T568A або T568B, відповідає кабель, до тих пір поки обидва його кінці обтиснуті по одному і тому ж стандарту. Зазвичай, комерційно доступні "попередньо обтиснуті" кабелі можуть бути обтиснуті будь-яким способом, в залежності від виробника. Це означає, що кабелі одного виробника обтиснуті одним способом, а іншого іншим, проте обидва будуть вірно працювати. У будь-якому випадку, у прямого кабелю  обидва  кінці будуть розведені або по T568A, або по T568B, відповідно в колонці  З'єднання 1  і колонці  З'єднання 2.
Певним пристроєм, включаючи ті, в яких телефон та / або напруга передаються упереміш з даними в одному кабелі, може знадобитися, щоб пари 1 і 4 (4,5,7 і 8 контакти) залишилися не перехрещеними.
| Контакт | З'єднання 1: T568A | З'єднання 1: T568A | З'єднання 1: T568A      | З'єднання 2: T568B | З'єднання 2: T568B | З'єднання 2: T568B      | Контакти на коннекторі |
| ------- | ------------------ | ------------------ | ----------------------- | ------------------ | ------------------ | ----------------------- | ---------------------- |
| Контакт | сигнал             | пара               | колір                   | сигнал             | пара               | колір                   | Контакти на коннекторі |
| 1       | BI_DA+             | 3                  | білий/зелена смуга      | BI_DB+             | 2                  | білий/помаранчева смуга |                        |
| 2       | BI_DA-             | 3                  | зелений                 | BI_DB-             | 2                  | помаранчевий            |                        |
| 3       | BI_DB+             | 2                  | білий/помаранчева смуга | BI_DA+             | 3                  | білий/зелена смуга      |                        |
| 4       |                    | 1                  | синій                   |                    | 1                  | синій                   |                        |
| 5       |                    | 1                  | білий/синя смуга        |                    | 1                  | білий/синя смуга        |                        |
| 6       | BI_DB-             | 2                  | помаранчевий            | BI_DA-             | 3                  | зелений                 |                        |
| 7       |                    | 4                  | білий/коричнева смуга   |                    | 4                  | білий/коричнева смуга   |                        |
| 8       |                    | 4                  | коричневий              |                    | 4                  | коричневий              |                        |

## Автоматичне перехрещення
Представлене в 1998 році, автоматичне перехрещення зробило неактуальним відмінність між висхідною і звичайною лініями зв'язку і ручними перемикачами на старих комутаторах. Якщо хоча б одне з двох з'єднаних пристроїв має автоматичне MDI/MDI-X у своїй конфігурації, то необхідності в перехресному кабелі немає.
Незважаючи на те, що автоматична MDI-X є необов'язковою опцією в 1000BASE-T стандарте, на практиці вона використовується на більшій частині інтерфейсів.
Крім загально визнаного автоматичного MDI/MDI-X, ця функція різними постачальниками може називатися іншими, різними поняттями, такими як: Автоматичний висхідний канал і передача, Універсальне Розпізнавання Кабелю і Автоматичне Визначення.